# Piret Lajos
Báró Piret de Bihain Lajos, avagy eredeti nevén Baron Antoine Louis Piret de Bihain, (1784 – Elemér, 1862. január 17.) vallon származású magyar főnemes, császári és királyi kamarás, altábornagy.

## Élete
Családja Jodoigne belgiumi városból származik, régi nemességét Charles Jean Baydaels aranygyapjas rendi címernök 1783-ban megerősíttette. Lajos báró katonának állt a császári és királyi közös hadseregbe, később még császári és királyi kamarási címet is kapott. Vezérőrnagyi rangban szolgált, amikor egy 1827-ben kelt törvénycikkel magyar állampolgárságot és magyar nemességet kapott, de mivel a honosítási díjat nem fizette be, 1830-ban már törölték is a nemesek közül. Később már altábornagyi rangban, és kiemelkedő hadi tettei miatt a Lipót-rend középkeresztjével kitüntetve, 1840-ben ismét honosították, de a szokásos kincstári díjat elengedték neki. Később a valóságos belső titkos tanácsosi címet is megkapta, valamint ő lett a 27. számú gyalogezred tulajdonosa.

## Családja
Nőül vette zsombolyai Csekonics Erzsébetet (1794–1881), Csekonics József dandártábornok leányát, aki három fiút is szült neki:
- Lajos (1819–1874) császári és királyi kamarás, altábornagy
- Jenő (1821–1902) császári és királyi kamarás, valóságos belső titkos tanácsos, főudvarmester
- Béla (1831–1915) császári és királyi kamarás, ezredes, főrendiházi tag, valóságos belső titkos tanácsos, neje: báró Orczy Leona (1838–1918)